# TLC (Band)/Diskografie
Diese Diskografie ist eine Übersicht über die musikalischen Werke der US-amerikanischen R&B- und Hip-Hop-Band TLC. Den Quellenangaben zufolge hat sie bisher mehr als 85 Millionen Tonträger verkauft, davon allein in ihrer Heimat über 35,3 Millionen. Ihre erfolgreichste Veröffentlichung ist das zweite Studioalbum CrazySexyCool mit über 23 Millionen verkauften Einheiten.

## Alben

### Studioalben
| Jahr | Titel Musiklabel                                    | Höchstplatzierung, Gesamtwochen, AuszeichnungChartplatzierungen (Jahr, Titel, Musiklabel, Platzierungen, Wochen, Auszeichnungen, Anmerkungen) | Höchstplatzierung, Gesamtwochen, AuszeichnungChartplatzierungen (Jahr, Titel, Musiklabel, Platzierungen, Wochen, Auszeichnungen, Anmerkungen) | Höchstplatzierung, Gesamtwochen, AuszeichnungChartplatzierungen (Jahr, Titel, Musiklabel, Platzierungen, Wochen, Auszeichnungen, Anmerkungen) | Höchstplatzierung, Gesamtwochen, AuszeichnungChartplatzierungen (Jahr, Titel, Musiklabel, Platzierungen, Wochen, Auszeichnungen, Anmerkungen) | Höchstplatzierung, Gesamtwochen, AuszeichnungChartplatzierungen (Jahr, Titel, Musiklabel, Platzierungen, Wochen, Auszeichnungen, Anmerkungen) | Anmerkungen                                                    |
| Jahr | Titel Musiklabel                                    | DE | AT | CH | UK | US | Anmerkungen                                                    |
| ---- | --------------------------------------------------- | --- | --- | --- | --- | --- | -------------------------------------------------------------- |
| 1992 | Ooooooohhh... On the TLC Tip LaFace Records (BMG)   | — | — | — | — | US14 ×4Vierfachplatin · (73 Wo.)US | Erstveröffentlichung: 25. Februar 1992 Verkäufe: + 6.000.000   |
| 1994 | CrazySexyCool Arista Records • LaFace Records (BMG) | DE4 (50 Wo.)DE | AT16 Gold · (16 Wo.)AT | CH10 (24 Wo.)CH | UK4 Platin · (52 Wo.)UK | US3 ×2Diamant + Doppelplatin · (119 Wo.)US | Erstveröffentlichung: 15. November 1994 Verkäufe: + 23.000.000 |
| 1999 | FanMail Arista Records • LaFace Records (BMG)       | DE7 (45 Wo.)DE | AT17 (20 Wo.)AT | CH11 Gold · (37 Wo.)CH | UK7 Platin · (59 Wo.)UK | US1 ×6Sechsfachplatin · (64 Wo.)US | Erstveröffentlichung: 22. Februar 1999 Verkäufe: + 10.000.000  |
| 2002 | 3D Arista Records • LaFace Records (BMG)            | DE46 (2 Wo.)DE | — | CH47 (8 Wo.)CH | UK45 (2 Wo.)UK | US6 Platin · (20 Wo.)US | Erstveröffentlichung: 17. September 2002 Verkäufe: + 2.000.000 |
| 2017 | TLC 852 Musiq (RED)                                 | DE81 (1 Wo.)DE | — | — | UK40 (1 Wo.)UK | US38 (1 Wo.)US | Erstveröffentlichung: 30. Juni 2017 Verkäufe: + 12.000         |

### Kompilationen
| Jahr | Titel Musiklabel                                             | Höchstplatzierung, Gesamtwochen, AuszeichnungChartplatzierungen (Jahr, Titel, Musiklabel, Platzierungen, Wochen, Auszeichnungen, Anmerkungen) | Höchstplatzierung, Gesamtwochen, AuszeichnungChartplatzierungen (Jahr, Titel, Musiklabel, Platzierungen, Wochen, Auszeichnungen, Anmerkungen) | Höchstplatzierung, Gesamtwochen, AuszeichnungChartplatzierungen (Jahr, Titel, Musiklabel, Platzierungen, Wochen, Auszeichnungen, Anmerkungen) | Höchstplatzierung, Gesamtwochen, AuszeichnungChartplatzierungen (Jahr, Titel, Musiklabel, Platzierungen, Wochen, Auszeichnungen, Anmerkungen) | Höchstplatzierung, Gesamtwochen, AuszeichnungChartplatzierungen (Jahr, Titel, Musiklabel, Platzierungen, Wochen, Auszeichnungen, Anmerkungen) | Anmerkungen                                                 |
| Jahr | Titel Musiklabel                                             | DE | AT | CH | UK | US | Anmerkungen                                                 |
| ---- | ------------------------------------------------------------ | --- | --- | --- | --- | --- | ----------------------------------------------------------- |
| 2003 | Now and Forever: The Hits Arista Records (BMG)               | — | — | — | UK86 Silber · (1 Wo.)UK | US53 (12 Wo.)US | Erstveröffentlichung: 9. September 2003 Verkäufe: + 330.000 |
| 2006 | Collections LaFace Records (Sony BMG)                        | — | — | — | — | — | Erstveröffentlichung: 10. Oktober 2006                      |
| 2007 | The Very Best of TLC: Crazy Sexy Hits Sony Music (Sony BMG)  | — | — | — | UK57 (1 Wo.)UK | — | Erstveröffentlichung: 30. Juli 2007                         |
| 2013 | 20 Epic Records (Sony)                                       | — | — | — | UK— SilberUK | US12 (6 Wo.)US | Erstveröffentlichung: 11. Oktober 2013 Verkäufe: + 75.000   |
| 2020 | TLC: Greatest Hits LaFace Records • Legacy Recordings (Sony) | — | — | — | — | — | Erstveröffentlichung: 5. Juni 2020                          |

## Singles

### Als Leadmusikerinnen
| Jahr | Titel Album                                        | Höchstplatzierung, Gesamtwochen, AuszeichnungChartplatzierungen (Jahr, Titel, Album, Platzierungen, Wochen, Auszeichnungen, Anmerkungen) | Höchstplatzierung, Gesamtwochen, AuszeichnungChartplatzierungen (Jahr, Titel, Album, Platzierungen, Wochen, Auszeichnungen, Anmerkungen) | Höchstplatzierung, Gesamtwochen, AuszeichnungChartplatzierungen (Jahr, Titel, Album, Platzierungen, Wochen, Auszeichnungen, Anmerkungen) | Höchstplatzierung, Gesamtwochen, AuszeichnungChartplatzierungen (Jahr, Titel, Album, Platzierungen, Wochen, Auszeichnungen, Anmerkungen) | Höchstplatzierung, Gesamtwochen, AuszeichnungChartplatzierungen (Jahr, Titel, Album, Platzierungen, Wochen, Auszeichnungen, Anmerkungen) | Anmerkungen                                                   |
| Jahr | Titel Album                                        | DE | AT | CH | UK | US | Anmerkungen                                                   |
| ---- | -------------------------------------------------- | --- | --- | --- | --- | --- | ------------------------------------------------------------- |
| 1991 | Ain’t 2 Proud 2 Beg Ooooooohhh… On the TLC Tip     | — | — | — | UK13 (5 Wo.)UK | US6 Platin · (22 Wo.)US | Erstveröffentlichung: 22. November 1991 Verkäufe: + 1.050.000 |
| 1992 | Baby-Baby-Baby Ooooooohhh… On the TLC Tip          | — | — | — | UK55 (3 Wo.)UK | US2 Platin · (33 Wo.)US | Erstveröffentlichung: 29. Mai 1992 Verkäufe: + 1.000.000      |
| 1992 | What About Your Friends Ooooooohhh… On the TLC Tip | — | — | — | UK59 (2 Wo.)UK | US7 Gold · (27 Wo.)US | Erstveröffentlichung: 28. August 1992 Verkäufe: + 500.000     |
| 1993 | Hat 2 da Back Ooooooohhh… On the TLC Tip           | — | — | — | — | US30 (15 Wo.)US | Erstveröffentlichung: 29. Januar 1993                         |
| 1993 | Get It Up Poetic Justice (O.S.T.)                  | — | — | — | — | US42 (17 Wo.)US | Erstveröffentlichung: 29. Juni 1993 Original: The Time        |
| 1994 | Creep CrazySexyCool                                | DE39 (13 Wo.)DE | — | CH26 (11 Wo.)CH | UK6 Gold · (11 Wo.)UK | US1 Platin · (32 Wo.)US | Erstveröffentlichung: 31. Oktober 1994 Verkäufe: + 1.470.000  |
| 1995 | Red Light Special CrazySexyCool                    | — | — | — | UK18 (4 Wo.)UK | US2 Gold · (22 Wo.)US | Erstveröffentlichung: 20. Februar 1995 Verkäufe: + 705.000    |
| 1995 | Waterfalls CrazySexyCool                           | DE5 Gold · (23 Wo.)DE | AT3 (12 Wo.)AT | CH1 (27 Wo.)CH | UK4 ×2Doppelplatin · (14 Wo.)UK | US1 Platin · (34 Wo.)US | Erstveröffentlichung: 22. Mai 1995 Verkäufe: + 2.755.000      |
| 1995 | Diggin’ on You CrazySexyCool                       | DE46 (17 Wo.)DE | — | CH29 (13 Wo.)CH | UK18 (7 Wo.)UK | US5 Gold · (20 Wo.)US | Erstveröffentlichung: 19. Oktober 1995 Verkäufe: + 540.000    |
| 1999 | No Scrubs FanMail                                  | DE4 Gold · (25 Wo.)DE | AT26 (9 Wo.)AT | CH5 (27 Wo.)CH | UK3 ×5Fünffachplatin · (19 Wo.)UK | US1 ×5Fünffachplatin · (28 Wo.)US | Erstveröffentlichung: 23. Januar 1999 Verkäufe: + 8.990.000   |
| 1999 | Unpretty FanMail                                   | DE16 (14 Wo.)DE | AT24 (8 Wo.)AT | CH9 (15 Wo.)CH | UK6 Silber · (11 Wo.)UK | US1 Gold · (32 Wo.)US | Erstveröffentlichung: 2. August 1999 Verkäufe: + 805.000      |
| 1999 | Dear Lie FanMail                                   | DE37 (9 Wo.)DE | — | CH29 (18 Wo.)CH | UK31 (11 Wo.)UK | US51 (7 Wo.)US | Erstveröffentlichung: 30. November 1999                       |
| 2002 | Girl Talk 3D                                       | DE79 (8 Wo.)DE | — | CH96 (1 Wo.)CH | UK30 (2 Wo.)UK | US12 (14 Wo.)US | Erstveröffentlichung: 15. Oktober 2002                        |
| 2003 | Damaged 3D                                         | — | — | — | — | US53 (4 Wo.)US | Erstveröffentlichung: 17. Juni 2003                           |
| 2014 | Gift Wrapped Kiss –                                | — | — | — | — | — | Erstveröffentlichung: 11. Dezember 2014                       |
| 2016 | Haters TLC                                         | — | — | — | — | — | Erstveröffentlichung: 26. Oktober 2016                        |
| 2016 | Joy Ride TLC                                       | — | — | — | — | — | Erstveröffentlichung: 26. Oktober 2016                        |
| 2017 | Way Back TLC                                       | — | — | — | — | — | Erstveröffentlichung: 14. April 2017 feat. Snoop Dogg         |
| 2017 | It’s Sunny TLC                                     | — | — | — | — | — | Erstveröffentlichung: 26. Mai 2017                            |
| 2017 | American Gold TLC                                  | — | — | — | — | — | Erstveröffentlichung: 23. Juni 2017                           |
| 2017 | Perfect Girls TLC                                  | — | — | — | — | — | Erstveröffentlichung: 3. Juli 2017                            |

### Als Gastmusikerinnen
| Jahr | Titel Album                                             | Höchstplatzierung, Gesamtwochen, AuszeichnungChartplatzierungen (Jahr, Titel, Album, Platzierungen, Wochen, Auszeichnungen, Anmerkungen) | Höchstplatzierung, Gesamtwochen, AuszeichnungChartplatzierungen (Jahr, Titel, Album, Platzierungen, Wochen, Auszeichnungen, Anmerkungen) | Höchstplatzierung, Gesamtwochen, AuszeichnungChartplatzierungen (Jahr, Titel, Album, Platzierungen, Wochen, Auszeichnungen, Anmerkungen) | Höchstplatzierung, Gesamtwochen, AuszeichnungChartplatzierungen (Jahr, Titel, Album, Platzierungen, Wochen, Auszeichnungen, Anmerkungen) | Höchstplatzierung, Gesamtwochen, AuszeichnungChartplatzierungen (Jahr, Titel, Album, Platzierungen, Wochen, Auszeichnungen, Anmerkungen) | Anmerkungen                                                                                      |
| Jahr | Titel Album                                             | DE | AT | CH | UK | US | Anmerkungen                                                                                      |
| ---- | ------------------------------------------------------- | --- | --- | --- | --- | --- | ------------------------------------------------------------------------------------------------ |
| 1995 | Freedom Panther: The Original Motion Picture Soundtrack | — | — | — | — | US45 (13 Wo.)US | Erstveröffentlichung: 15. April 1995 mit Various Artists                                         |
| 1999 | What It Ain’t (Ghetto Enuff) Dirty South Classics       | — | — | — | — | — | Erstveröffentlichung: 1999 Goodie Mob feat. TLC                                                  |
| 2001 | What’s Going On                                         | DE35 (9 Wo.)DE | AT51 (8 Wo.)AT | CH16 (11 Wo.)CH | UK6 (17 Wo.)UK | US27 (18 Wo.)US | Erstveröffentlichung: 30. Oktober 2001 mit Artists Against AIDS Worldwide; Original: Marvin Gaye |
| 2003 | Voice of Love –                                         | — | — | — | — | — | Erstveröffentlichung: 10. Dezember 2003 mit Voice of Love Posse                                  |
| 2009 | Let’s Just Do It Eye Legacy                             | — | — | — | — | — | Erstveröffentlichung: 13. Januar 2009 Lisa „Left Eye“ Lopes feat. Missy Elliott & TLC            |
| 2013 | Crooked Smile Born Sinner                               | — | — | — | UK— SilberUK | US27 Platin · (20 Wo.)US | Erstveröffentlichung: 4. November 2013 Verkäufe: + 1.260.000; J. Cole feat. TLC                  |

## Videoalben und Musikvideos

### Videoalben
| Jahr | Titel Musiklabel                                    | Höchstplatzierung, Gesamtwochen, AuszeichnungChartplatzierungen (Jahr, Titel, Musiklabel, Platzierungen, Wochen, Auszeichnungen, Anmerkungen) | Höchstplatzierung, Gesamtwochen, AuszeichnungChartplatzierungen (Jahr, Titel, Musiklabel, Platzierungen, Wochen, Auszeichnungen, Anmerkungen) | Höchstplatzierung, Gesamtwochen, AuszeichnungChartplatzierungen (Jahr, Titel, Musiklabel, Platzierungen, Wochen, Auszeichnungen, Anmerkungen) | Höchstplatzierung, Gesamtwochen, AuszeichnungChartplatzierungen (Jahr, Titel, Musiklabel, Platzierungen, Wochen, Auszeichnungen, Anmerkungen) | Höchstplatzierung, Gesamtwochen, AuszeichnungChartplatzierungen (Jahr, Titel, Musiklabel, Platzierungen, Wochen, Auszeichnungen, Anmerkungen) | Anmerkungen                                                                   |
| Jahr | Titel Musiklabel                                    | DE | AT | CH | UK | US | Anmerkungen                                                                   |
| ---- | --------------------------------------------------- | --- | --- | --- | --- | --- | ----------------------------------------------------------------------------- |
| 1992 | On the Video Tip LaFace Records (BMG)               | DE*DE | AT*AT | CH*CH | UK*UK | US7 (… Wo.)US | Erstveröffentlichung: 1992 * siehe Studioalbum                                |
| 1996 | CrazyVideoCool LaFace Records (BMG)                 | DE*DE | AT*AT | CH*CH | UK28 (3 Wo.)UK | US5 Gold · (… Wo.)US | Erstveröffentlichung: 16. Januar 1996 Verkäufe: + 50.000; * siehe Studioalbum |
| 2003 | Hands Up / Girl Talk Arista Records (BMG)           | DE*DE | — | CH*CH | UK*UK | US26 Gold · (… Wo.)US | Erstveröffentlichung: 18. Februar 2003 Verkäufe: + 25.000; * siehe Girl Talk  |
| 2004 | Now & Forever – The Video Hits Arista Records (BMG) | — | — | — | — | — | Erstveröffentlichung: 3. Februar 2004                                         |

### Musikvideos
| Jahr | Titel                   | Regie                           |
| ---- | ----------------------- | ------------------------------- |
| 1992 | Ain’t 2 Proud 2 Beg     | Lionel C. Martin                |
| 1992 | Baby-Baby-Baby          | Keith Ward                      |
| 1992 | What About Your Friends | Lionel C. Martin                |
| 1993 | Hat 2 da Back           | Phelim Dolan                    |
| 1993 | Get It Up               | Lionel C. Martin                |
| 1993 | Sleigh Ride             | Lionel C. Martin                |
| 1994 | Creep                   | Matthew Rolston                 |
| 1995 | Red Light Special       | Matthew Rolston                 |
| 1995 | Waterfalls              | F. Gary Gray                    |
| 1995 | Diggin’ on You          | F. Gary Gray                    |
| 1995 | Freedom                 | Antoine Fuqua                   |
| 1999 | No Scrubs               | Hype Williams                   |
| 1999 | Unpretty                | Paul Hunter                     |
| 2000 | Dear Lie                | Bille Woodruff                  |
| 2000 | What It Ain’t           | Dave Meyers                     |
| 2001 | What’s Going On         | Malik Hassan Sayeed, Jake Scott |
| 2002 | Girl Talk               | Dave Meyers                     |
| 2002 | Turntable               | Tommy Martin                    |
| 2003 | Hands Up                | Matthew Rolston                 |
| 2003 | Damaged                 | Joseph Kahn                     |
| 2004 | Voice of Love           |                                 |
| 2013 | Crooked Smile           | Sheldon Candis                  |
| 2013 | Meant to Be             |                                 |
| 2017 | Way Back                | Chris Robinson                  |
| 2017 | Haters                  | Chris Robinson                  |

## Promoveröffentlichungen
Promo-Singles

| Jahr | Titel Album                                                    | Höchstplatzierung, Gesamtwochen, AuszeichnungChartplatzierungen (Jahr, Titel, Album, Platzierungen, Wochen, Auszeichnungen, Anmerkungen) | Höchstplatzierung, Gesamtwochen, AuszeichnungChartplatzierungen (Jahr, Titel, Album, Platzierungen, Wochen, Auszeichnungen, Anmerkungen) | Höchstplatzierung, Gesamtwochen, AuszeichnungChartplatzierungen (Jahr, Titel, Album, Platzierungen, Wochen, Auszeichnungen, Anmerkungen) | Höchstplatzierung, Gesamtwochen, AuszeichnungChartplatzierungen (Jahr, Titel, Album, Platzierungen, Wochen, Auszeichnungen, Anmerkungen) | Höchstplatzierung, Gesamtwochen, AuszeichnungChartplatzierungen (Jahr, Titel, Album, Platzierungen, Wochen, Auszeichnungen, Anmerkungen) | Anmerkungen                                                                     |
| Jahr | Titel Album                                                    | DE | AT | CH | UK | US | Anmerkungen                                                                     |
| ---- | -------------------------------------------------------------- | --- | --- | --- | --- | --- | ------------------------------------------------------------------------------- |
| 1993 | Sleigh Ride A LaFace Family Christmas (Sampler)                | — | — | — | — | — | Erstveröffentlichung: 12. November 1993 Original: Boston Pops Orchestra         |
| 1998 | Silly Ho FanMail                                               | — | — | — | — | US59 (9 Wo.)US | Erstveröffentlichung: 1998 B-Seite von No Scrubs                                |
| 1999 | I’m Good at Being Bad FanMail                                  | — | — | — | — | — | Erstveröffentlichung: 1. Januar 1999                                            |
| 1999 | I Miss You So Much FanMail                                     | — | — | — | — | — | Erstveröffentlichung: 1999                                                      |
| 1999 | Silly Ho FanMail                                               | — | — | — | — | — | Erstveröffentlichung: 29. Juni 1999                                             |
| 2002 | 3D / Dirty Dirty 3D                                            | — | — | — | — | — | Erstveröffentlichung: 2002                                                      |
| 2003 | Turntable 3D                                                   | — | — | — | — | — | Erstveröffentlichung: 2003                                                      |
| 2003 | Megamix (Now and Forever … The Hits) Now and Forever: The Hits | — | — | — | — | — | Erstveröffentlichung: 2003                                                      |
| 2003 | Come Get Some 3D                                               | — | — | — | — | — | Erstveröffentlichung: 9. Dezember 2003 feat. Lil Jon & Sean Paul of YoungBloodZ |

## Sonderveröffentlichungen

### Alben
| Jahr | Titel Musiklabel                                    | Anmerkungen                                                                 |
| ---- | --------------------------------------------------- | --------------------------------------------------------------------------- |
| 1999 | CrazySexyCool / FanMail Sony Music (BMG)            | Erstveröffentlichung: 1999 Teil der „2-Albums-Originaux“-Reihe              |
| 2004 | Artist Collection Arista Records (BMG)              | Erstveröffentlichung: 20. September 2004 Teil der „Artist-Collection“-Reihe |
| 2008 | The Greatest Hits of TLC Sony Music (Sony BMG)      | Erstveröffentlichung: 24. März 2008 Label-Kompilation                       |
| 2008 | CrazySexyCool / 3D Legacy Recordings (Sony)         | Erstveröffentlichung: 5. August 2008 Teil der „x2“-Reihe                    |
| 2009 | Greatest Hits Sony Music (Sony)                     | Erstveröffentlichung: 16. März 2009 Teil der „Steel-Box-Collection“-Reihe   |
| 2009 | We Love Sony Music (Sony)                           | Erstveröffentlichung: 25. März 2009 Label-Kompilation                       |
| 2009 | The Very Best of TLC Arista Records (Sony BMG)      | Erstveröffentlichung: 30. Juni 2009 Teil der „Playlist“-Reihe               |
| 2009 | The Collection Sony Music (Sony)                    | Erstveröffentlichung: 7. September 2009 Teil der „The-Collection“-Reihe     |
| 2010 | Essential Mixes – 12″ Masters LaFace Records (Sony) | Erstveröffentlichung: 17. September 2010 Teil der „Essential-Mixes“-Reihe   |
| 2010 | Super Hits Sony Music (Sony)                        | Erstveröffentlichung: 9. November 2010 Teil der „Super-Hits“-Reihe          |
| 2013 | S.O.U.L. Sony Music (Sony)                          | Erstveröffentlichung: 5. März 2013 Teil der „S.O.U.L.“-Reihe                |

### Lieder
| Jahr | Titel Album                                       | Anmerkungen                                                                                      |
| ---- | ------------------------------------------------- | ------------------------------------------------------------------------------------------------ |
| 1999 | What It Ain’t (Ghetto Enuff) Dirty South Classics | Erstveröffentlichung: 21. Dezember 1999 Goodie Mob feat. TLC                                     |
| 2001 | What’s Going On                                   | Erstveröffentlichung: 30. Oktober 2001 mit Artists Against AIDS Worldwide; Original: Marvin Gaye |
| 2002 | Can You Hear Me Under Construction                | Erstveröffentlichung: 11. November 2002 Missy Elliott feat. TLC                                  |
| 2009 | Let’s Just Do It Eye Legacy                       | Erstveröffentlichung: 27. Januar 2009 Lisa „Left Eye“ Lopes feat. Missy Elliott & TLC            |
| 2013 | Crooked Smile Born Sinner                         | Erstveröffentlichung: 4. November 2013 J. Cole feat. TLC                                         |

| Jahr | Titel Album                                        | Anmerkungen                                                            |
| ---- | -------------------------------------------------- | ---------------------------------------------------------------------- |
| 1993 | All I Want for Christmas A LaFace Family Christmas | Erstveröffentlichung: 9. November 1993                                 |
| 1993 | Sleigh Ride A LaFace Family Christmas              | Erstveröffentlichung: 9. November 1993 Original: Boston Pops Orchestra |
| 1996 | All That – Outro Theme Song All That: The Album    | Erstveröffentlichung: 26. November 1996                                |
| 1996 | All That – Theme Song All That: The Album          | Erstveröffentlichung: 26. November 1996                                |
| 2012 | Rainbow L’Arc-en-Ciel Tribute                      | Erstveröffentlichung: 10. April 2012 Original: L’Arc-en-Ciel – Niji    |

| Jahr | Titel Soundtrack                                              | Anmerkungen |
| ---- | ------------------------------------------------------------- | --- |
| 1992 | Reversal of a Dog Boomerang                                   | Erstveröffentlichung: 30. Juni 1992 mit Damian Dame & Highland Place Mobsters feat. Toni Braxton als The LaFace Cartel |
| 1992 | Sleigh Ride Kevin – Allein in New York                        | Erstveröffentlichung: 20. November 1992 Original: Boston Pops Orchestra                                                |
| 1993 | Get It Up Poetic Justice                                      | Erstveröffentlichung: 29. Juni 1993 Original: The Time                                                                 |
| 1995 | Freedom Panther                                               | Erstveröffentlichung: 3. Mai 1995 mit Various Artists                                                                  |
| 1995 | This Is How It Works Waiting to Exhale – Warten auf Mr. Right | Erstveröffentlichung: 28. November 1995                                                                                |
| 2001 | Waterfalls Bridget Jones – Schokolade zum Frühstück           | Erstveröffentlichung: 13. April 2001                                                                                   |

### Videoalben
| Jahr | Titel Musiklabel                                           | Anmerkungen                                                                 |
| ---- | ---------------------------------------------------------- | --------------------------------------------------------------------------- |
| 2004 | Artist Collection Arista Records (BMG)                     | Erstveröffentlichung: 20. September 2004 Teil der „Artist-Collection“-Reihe |
| 2005 | The Greatest Video Collection LaFace Records • Zomba (BMG) | Erstveröffentlichung: 2005 Veröffentlichung nur in Japan                    |

## Statistik

### Chartauswertung
|                     | DE    | AT    | CH    | UK    | US    |
| ------------------- | ----- | ----- | ----- | ----- | ----- |
| Nummer-eins-Alben   | DE—DE | AT—AT | CH—CH | UK—UK | US1US |
| Top-10-Alben        | DE2DE | AT—AT | CH1CH | UK2UK | US3US |
| Alben in den Charts | DE4DE | AT2AT | CH3CH | UK6UK | US7US |

|                       | DE    | AT    | CH    | UK     | US     |
| --------------------- | ----- | ----- | ----- | ------ | ------ |
| Nummer-eins-Singles   | DE—DE | AT—AT | CH1CH | UK—UK  | US4US  |
| Top-10-Singles        | DE2DE | AT1AT | CH3CH | UK5UK  | US9US  |
| Singles in den Charts | DE8DE | AT4AT | CH8CH | UK12UK | US17US |

|                          | DE    | AT    | CH    | UK    | US    |
| ------------------------ | ----- | ----- | ----- | ----- | ----- |
| Nummer-eins-Videoalben   | DE—DE | AT—AT | CH—CH | UK—UK | US—US |
| Top-10-Videoalben        | DE—DE | AT—AT | CH—CH | UK—UK | US2US |
| Videoalben in den Charts | DE—DE | AT—AT | CH—CH | UK1UK | US3US |

### Auszeichnungen für Musikverkäufe
| Land/RegionAuszeichnungen für Musikverkäufe (Land/Region, Auszeichnungen, Verkäufe, Quellen) | Silber     | Gold       | Platin       | Diamant     | Verkäufe    | Quellen                                                     |
| -------------------------------------------------------------------------------------------- | ---------- | ---------- | ------------ | ----------- | ----------- | ----------------------------------------------------------- |
| Australien (ARIA)                                                                            | —          | Gold1      | 6× Platin6   | —           | 455.000     | aria.com.au                                                 |
| Belgien (BRMA)                                                                               | —          | Gold1      | Platin1      | —           | 75.000      | ultratop.be                                                 |
| Dänemark (IFPI)                                                                              | —          | Gold1      | Platin1      | —           | 135.000     | ifpi.dk                                                     |
| Deutschland (BVMI)                                                                           | —          | 2× Gold2   | —            | —           | 500.000     | musikindustrie.de                                           |
| Europa (IFPI)                                                                                | —          | —          | 2× Platin2   | —           | (2.000.000) | ifpi.org (Memento vom 15. Oktober 2013 im Internet Archive) |
| Frankreich (SNEP)                                                                            | —          | 2× Gold2   | —            | —           | 350.000     | infodisc.fr                                                 |
| Italien (FIMI)                                                                               | —          | Gold1      | —            | —           | 25.000      | fimi.it                                                     |
| Japan (RIAJ)                                                                                 | —          | Gold1      | 4× Platin4   | Diamant1    | 1.900.000   | riaj.or.jp                                                  |
| Kanada (MC)                                                                                  | —          | Gold1      | 14× Platin14 | —           | 1.420.000   | musiccanada.com                                             |
| Neuseeland (RMNZ)                                                                            | —          | 3× Gold3   | 16× Platin16 | —           | 450.000     | aotearoamusiccharts.co.nz NZ2 NZ3                           |
| Niederlande (NVPI)                                                                           | —          | Gold1      | Platin1      | —           | 130.000     | nvpi.nl                                                     |
| Norwegen (IFPI)                                                                              | —          | —          | Platin1      | —           | 20.000      | ifpi.no (Memento vom 5. November 2012 im Internet Archive)  |
| Österreich (IFPI)                                                                            | —          | Gold1      | —            | —           | 25.000      | ifpi.at                                                     |
| Schweden (IFPI)                                                                              | —          | Gold1      | Platin1      | —           | 45.000      | sverigetopplistan.se                                        |
| Schweiz (IFPI)                                                                               | —          | Gold1      | —            | —           | 25.000      | hitparade.ch                                                |
| Spanien (Promusicae)                                                                         | —          | Gold1      | —            | —           | 30.000      | elportaldemusica.es                                         |
| Vereinigte Staaten (RIAA)                                                                    | —          | 6× Gold6   | 23× Platin23 | Diamant1    | 35.307.000  | riaa.com                                                    |
| Vereinigtes Königreich (BPI)                                                                 | 4× Silber4 | Gold1      | 9× Platin9   | —           | 5.720.000   | bpi.co.uk                                                   |
| Insgesamt                                                                                    | 4× Silber4 | 25× Gold25 | 79× Platin79 | 2× Diamant2 |             |                                                             |